# Architektura 32-bitowa
Architektura 32-bitowa – architektura komputera, w której słowa, adresy i inne dane mieszczą się w najwyżej 32 bitach pamięci.
Termin architektura 32-bitowa nie musi odnosić się do długości szyny danych oraz możliwości adresowych takiego procesora (długości szyny adresowej). Przykładowo procesory klasy Pentium Pro lub wyższej mają zewnętrzną szynę danych 64-bitową, natomiast procesory i386SX miały zewnętrzną szynę danych tylko 16-bitową.
W odniesieniu do możliwości adresowania pamięci, 32 bity określają liczbę możliwych do zaadresowania komórek. Istnieje 232 wariacji 32-bitowego adresu, czyli bezpośrednio można adresować 4 294 967 296 (4 G) komórek pamięci. Jest to postęp w stosunku do architektury 16-bitowej. Nie oznacza to jednak absolutnego ograniczenia możliwości adresowych procesora 32-bitowego – możliwe jest zwiększenie przestrzeni adresowej np. przez zastosowanie segmentacji lub wirtualizacji pamięci, jak to miało miejsce w 16-bitowej architekturze.
Wśród pierwszych systemów 32-bitowych wymienić można IBM 360 z roku 1964 (mainframe) i VAX z roku 1977 (minikomputer). Pierwszym mikroprocesorem 32-bitowym był BELLMAC-32A zaprojektowany przez AT&T Bell Labs w roku 1980, wprowadzony do sprzedaży w 1982. Później jego nazwa uległa zmianie na WE 32000. Znalazł on zastosowanie m.in. w pierwszym 32-bitowym laptopie. W tym czasie również firma Intel próbowała wprowadzić swój 32-bitowy procesor iAPX 432, jednak nie został on dobrze przyjęty, ponieważ nie był tak opłacalnym zakupem jak MC68000.
W komputerach biurkowych klasy PC, architektura 32-bitowa jest używana od czasów procesora i386 – bazują na niej niemal wszystkie stosowane obecnie w tych komputerach procesory. Do najnowszej generacji procesorów 32-bitowych używanych w komputerach PC, zaliczyć można AMD Athlon XP oraz Intel Pentium 4. Coraz szersze pole w komputerach PC zajmują jednak procesory 64-bitowe takie jak AMD Athlon 64 lub AMD Opteron.

## Procesory wykonane w architekturze 32-bitowej
- Intel: seria x86-32 (od 80386 aż do Intel Core i7)
- AMD: procesory zgodne z x86 (w tym m.in. 5x86, K5, K6, aż do Athlona znanego także jako AMD K7) oraz rodzina 29k
- ARM – różni producenci, w tym Intel StrongARM, Samsung S3C, Atmel AT91, Phillips LPC21xx
- TI (Sun Microsystems): microSPARC, SuperSPARC, TurboSPARC
- HP: rodzina PA-RISC do PA7000 włącznie
- Fujitsu: SPARC32
- Motorola: rodzina 68k
- Apple Inc.: A4, A5, A5X, A6